# 보보경심 (드라마)
《보보경심》(중국어 간체자: 步步惊心, 정체자: 步步驚心, 병음: Bù bù jīng xīn 부부징신[*], 한자음: 보보경심, 영어: Scarlet Heart 스칼렛 하트[*])은 중국의 텔레비전 드라마이다. 중국의 소설가인 퉁화(桐華)가 2005년에 쓴 로맨스 소설 《보보경심》을 원작으로 한다.

## 줄거리
현대 여성인 장효가 우연히 청나라 시대로 타임슬립 하면서 벌어지는 이야기.

## 등장인물

### 주요 인물
- 장효 / 마이태 약희 : 류시시
- 4황자 윤진 : 오기륭
- 8황자 윤사 : 정가영

### 황자들
- 2황자 윤잉 : 장뢰
- 9황자 윤당 : 한동
- 10황자 : 엽조신
- 13황자 윤상 : 위안훙
- 14황자 윤제 : 임경신

### 황실
- 강희제 : 유송인
- 덕비 오아씨 : 대춘영
- 양비 위씨

### 황자의 여인들
- 4황자 적복진 : 목정정
- 곽락라 명혜 (8황자 적복진) : 석소군
- 곽락라 명옥 (10황자 적복진) : 류위신
- 마이태 약란 (8황자 측본진, 마이태 약희의 언니) : 류심유
- 녹무 (기생, 13황자의 연인) : 곽진예

### 그 외
- 소완과이가 민민 공주 : 궈샤오팅
- 이공공 : 등립민
- 왕공공
- 옥단 : 예칭
- 애신각라 승환 (13황자 윤상과 녹무의 딸)
- 교혜 (약란의 시종)

## 한국에서의 리메이크
- SBS에서 보보경심을 리메이크한 달의 연인 - 보보경심 려라는 사전 제작 드라마로 방영되었다. 배우 이준기와 아이유가 연기하고 2016년 8월 29일 SBS 월화 특별기획 드라마로 방영을 개시하였다.

## 같이 보기
- 보보경심
- 달의 연인 - 보보경심 려